# (1482) Sebastiana
(1482) Sebastiana – planetoida z pasa głównego asteroid okrążająca Słońce w ciągu 4 lat i 318 dni w średniej odległości 2,87 au. Została odkryta 20 lutego 1938 roku w Landessternwarte Heidelberg-Königstuhl w Heidelbergu przez Karla Reinmutha. Należy do rodziny planetoidy Koronis. Nazwa planetoidy pochodzi od Sebastiana Finsterwaldera, niemieckiego naukowca. Przed nadaniem nazwy planetoida nosiła oznaczenie tymczasowe (1482) 1938 DA1.